# Australozethus occidentalis
Australozethus occidentalis är en stekelart som beskrevs av Giordani Soika 1969. Australozethus occidentalis ingår i släktet Australozethus och familjen Eumenidae. Inga underarter finns listade.